# Península de Zamboanga

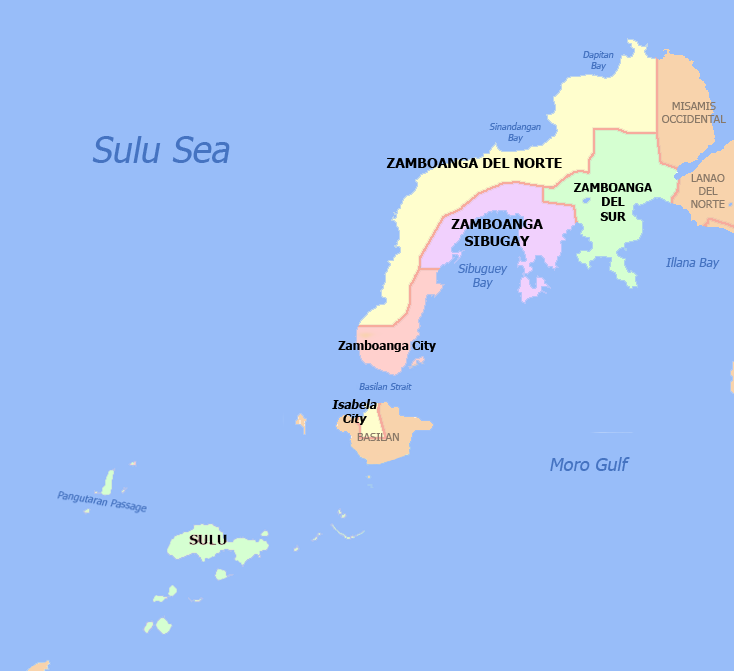
Mapa polític de la Península de Zamboanga

La Península de Zamboanga (en chabacano de Zamboanga Peninsula de Zamboanga, en cebuà Lawis sa Zamboanga, en filipí Tangway ng Zamboanga, en anglès Zamboanga Peninsula) és una regió de les Filipines, designada com a Regió IX. La regió s'estén per la part occidental de l'illa de Mindanao. Consta de tres províncies: Zamboanga del Nord, Zamboanga del Sud i Zamboanga Sibugay, a més de la ciutat autònoma de Zamboanga i la ciutat d'Isabela, que tot i pertànyer a la província de Basilan (ARMM), de la qual és la capital, forma part de la regió IX. La ciutat de Pagadian és la capital regional.
La superfície de la regió és de 18.114 km². Segons el cens de 2007, té una població de 3.230.094 habitants.

## Subdivisió administrativa
La regió de la Península de Zamboanga està composta per les següents unitats administratives de primer ordre:
| Província/Ciutat            | Capital  | Població (2007) | Àrea (km²) | Densitat de població (per km²) |
| --------------------------- | -------- | --------------- | ---------- | ------------------------------ |
| Prov. de Zamboanga del Nord | Dipolog  | 907.238         | 7.301,0    | 124,3                          |
| Prov. de Zamboanga del Sud  | Pagadian | 914.278         | 4.499,5    | 203,2                          |
| Prov. de Zamboanga Sibugay  | Ipil     | 546.186         | 3.607,8    | 151,4                          |
|                             |          |                 |            |                                |
| Ciutat de Zamboanga         | —        | 774.407         | 1.414,7    | 547,4                          |
| Ciutat d'Isabela            | —        | 87.985          | 223,73     | 393,3                          |
|                             |          |                 |            |                                |
| Península de Zamboanga      | Pagadian | 3.230.094       | 18.114,1   | 281,9                          |

Tot i que Zamboanga és sovint agrupada dins de la província de Zamboanga Sibugay amb finalitats estadístiques per l'Oficina Nacional d'Estadística, com a ciutat altament urbanitzada és administrativament independent de la província. Per la seva banda, la ciutat d'Isabela pertany a la província de Basilan, i és l'única part d'aquesta província que forma part de la Regió IX, mentre que la resta de la província forma part de la Regió Autònoma del Mindanao Musulmà.